# Герцог Ланкастер
Герцог Ланка́стер (англ. Duke of Lancaster) — титул в системе пэрства Англии, впервые созданный в 1351 году для представителя боковой линии королевской династии Плантагенетов и унаследованный от них Ланкастерами. Он был вторым герцогским титулом, созданным в Англии.
По исторической традиции современный титул герцога Ланкастерского носит правящий монарх (в настоящее время — Карл III), вне зависимости от пола именующийся герцогом.

## История

Штандарт герцогства Ланкастерского

С 1267 года существовал титул графа Ланкастера, который был пожалован королём Генрихом III своему второму сыну, Эдмунду Горбатому. Внук Эдмунда, Генри Гросмонт, граф Ланкастер, Лестер и Дерби, 6 марта 1351 года получил от короля Эдуарда III титул герцога Ланкастера. Сыновей он не имел. Его дочь Бланка вступила в брак (1359) со своим четвероюродным братом — Джоном Гонтом (сыном Эдуарда III), для которого 13 ноября 1362 года был воссоздан титул герцога Ланкастера.
После смерти Джона Гонта король Ричард II объявил о конфискации всех титулов и владений у его наследника, Генри Болингброка. Позже Генри вторгся в Англию и сверг Ричарда II, став новым английским королём под именем Генрих IV, основав королевскую династию Ланкастеров. 10 ноября 1399 года он воссоздал титул герцога Ланкастера для своего наследника, будущего короля Англии Генриха V.
Генрих VII, основатель династии Тюдоров, занявший престол в 1485 году, был потомком внебрачного (впоследствии узаконенного) сына Джона Гонта и считался наследником дома Ланкастеров, угасшего после убийства в 1471 году короля Генриха VI, сына Генриха V. Вступив на престол, Генрих VII принял также титул герцога Ланкастерского, который с того времени вошёл в титулатуру английской, а позже и британской короны.

## Герцоги Ланкастер
1-я креация, 1351 год
- 1345—1361: Генри Гросмонт (ок. 1310 — 23 марта 1361), граф Дерби с 1337, 4-й граф Ланкастер, 4-й граф Лестер, сеньор де Бофор и не Ножан с 1345, граф Линкольн с 1349, 1-й герцог Ланкастер с 1351, граф Морей с 1359[2].

2-я креация, 1362 год
- 1362—1399: Джон Гонт (весна 1340 — 3 февраля 1399), граф Ричмонд в 1342—1373, герцог Ланкастер и граф Дерби, Лестер и Линкольн с 1362, герцог Аквитании с 1390[3].
- 1399: Генри Болингброк (весна 1367 — 20 марта 1413) — 3-й граф Дерби в 1377—1399, 3-й граф Нортгемптон и 8-й Херефорд в 1384—1399, 1-й герцог Херефорд в 1397—1399, 2-й герцог Ланкастер, 6-й граф Ланкастер и 6-й граф Лестер в 1399, король Англии (Генрих IV) с 1399, сын предыдущего.

3-я креация, 1399 год
- 1399—1413: Генри Монмут (9 августа 1387 — 31 августа 1422), принц Уэльский и граф Честер с 1399, герцог Корнуольский, Ланкастерский и Аквитанский с 1399, король Англии (Генрих V) с 1423, сын Генриха IV.

Дальше титул герцога Ланкастера, начиная с Генриха VII, вошёл в титулатуру английских королей.